# دانیل انگلبرشت
دانیل انگلبرشت (انگلیسی: Daniel Engelbrecht؛ زادهٔ ۵ نوامبر ۱۹۹۰) بازیکن فوتبال اهل آلمان است.
از باشگاه‌هایی که در آن بازی کرده‌است می‌توان به باشگاه فوتبال بوخوم و باشگاه فوتبال آلمانیا آخن اشاره کرد.